# John Mills (actor)

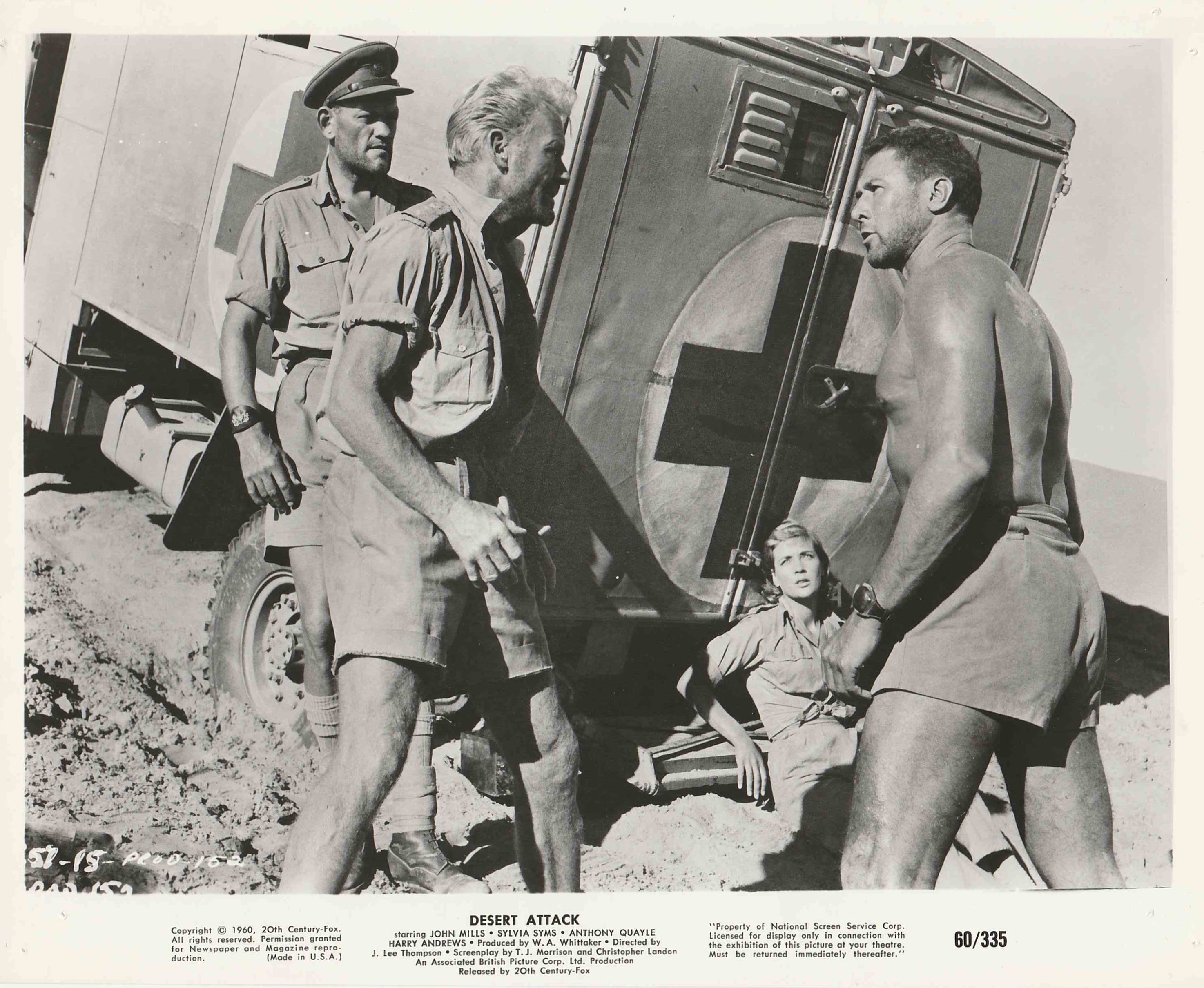
Harry Andrews, Anthony Quayle, Sylvia Syms și John Mills într-o scenă din filmul Ice Cold in Alex (1958)

Sir John Mills (n. Lewis Ernest Watts Mills), OIB (n. 22 februarie 1908, Watts Naval School⁠(d), Anglia, Regatul Unit al Marii Britanii și Irlandei – d. 23 aprilie 2005, Denham, Buckinghamshire⁠(d), Anglia, Regatul Unit) a fost un actor englez care a apărut în peste 120 de filme într-o carieră cuprinsă în șapte decenii. Pe ecran, el a jucat deseori oameni care nu sunt deloc excepționali, dar devin eroi datorită bunului simț, generozității și judecății bune. A primit premiul Oscar pentru cel mai bun actor în rol secundar pentru munca sa în filmul Fiica lui Ryan (1970).

## Biografie
Educat la Liceul pentru băieți Norwich School, Mills a fost pasionat de actoria de la o vârstă fragedă, încurajat de mama sa, fostă administratoare la Haymarket Theatre. S-a mutat la Londra, a intrat într-o companie turistică, făcându-și debutul teatral în 1929 la London Hippodrome în piesa The Five O'Clock Girl unde a fost remarcat de celebrul dramaturg Noël Coward. După ce a jucat în piesa lui Coward Cavalcade, s-a stabilit definitiv ca interpret și a început să primească propuneri pentru marele ecran. Prima sa aparițumită în film datează din 1932, în filmul The Midshipmaid, dar primul său rol de o importanță a fost în filmul Adio, domnule Chips! (1939), ecranizare a romanului omonim al lui James Hilton.
În timpul anilor 1940, Mills a fost un idol al publicului cinematografic britanic, mulțumită unei serii de roluri și personaje militare cu un caracter ferm și hotărât, dar și capabil de sensibilitate și umanitate. Astfel de roluri a jucat în mai multe filme, printre care și de propagandă de război, precum Eroii mării (1942) de David Lean și Întoarcerea lui Sidney Gilliat (1944). Remarcabilă a fost interpretarea sa a rolului tânărului Pip din filmul Marile speranțe (1946), regizat tot de David Lean, film care a a fost bine primită de public.
Ajungând spre sfârșitul anilor 1960 în roluri de personaje-caractere la înălțimea carierei sale, a câștigat Oscarul pentru cel mai bun actor de rol secundar, jucându-l pe idiotul nefericit al satului din filmul lui David Lean, Fiica lui Ryan (1970), personaj foarte aparte de cele jucate anterior. 
Părintele unei familii de artiști, tatăl actrițelor Hayley Mills și Juliet Mills, în ultima parte a vieții sale, John Mills a fost afectat de grave probleme de vedere, totuși a continuat să lucreze, concentrându-se pe personaje afectate de orbire. Printre ultimele apariții ale sale se numără cele din Cats (1998), o versiune filmată a celebrului muzical omonim de Andrew Lloyd Webber, și cea a vârstnicului profesor de școală, din versiunea teatrală a lui Adio domnule Chips (1982).

## Filmografie selectivă
- 1939 Adio, domnule Chips! (Goodbye, Mr Chips!), regia Sam Wood
- 1946 Marile speranțe (Great Expectations), regia David Lean
- 1955 Deasupra noastră  marea (Above Us the Waves), regia Ralph Thomas
- 1956 Ocolul Pământului în 80 de zile (Around the World in Eighty Days), regia Michael Anderson
- 1956 Război și pace (War and Peace), regia King Vidor
- 1958 Rece ca gheața în Alexandria (Ice Cold in Alex), regia J. Lee Thompson
- 1965 Operațiunea Crossbow (Operation Crossbow), regia Michael Anderson
- 1970 Fiica lui Ryan (Ryan's Daughter), regia David Lean
- 1972 Lady Caroline (Lady Caroline Lamb), regia Robert Bolt
- 1973 Aurul negru din Oklahoma (Oklahoma Crude), regia Stanley Kramer
- 1977 The Devil's Advocate (film din 1977) (Des Teufels Advokat), regia Guy Green
- 1978 39 de trepte (The Thirty Nine Steps), regia di Don Sharp (1978)
- 1982 Gandhi, regia Richard Attenborough
- 1987 Cine-i fata? (Who's That Girl), regia James Foley
- 1996 Hamlet, regia Kenneth Branagh